# Deutsche Basketballnationalmannschaft der Damen

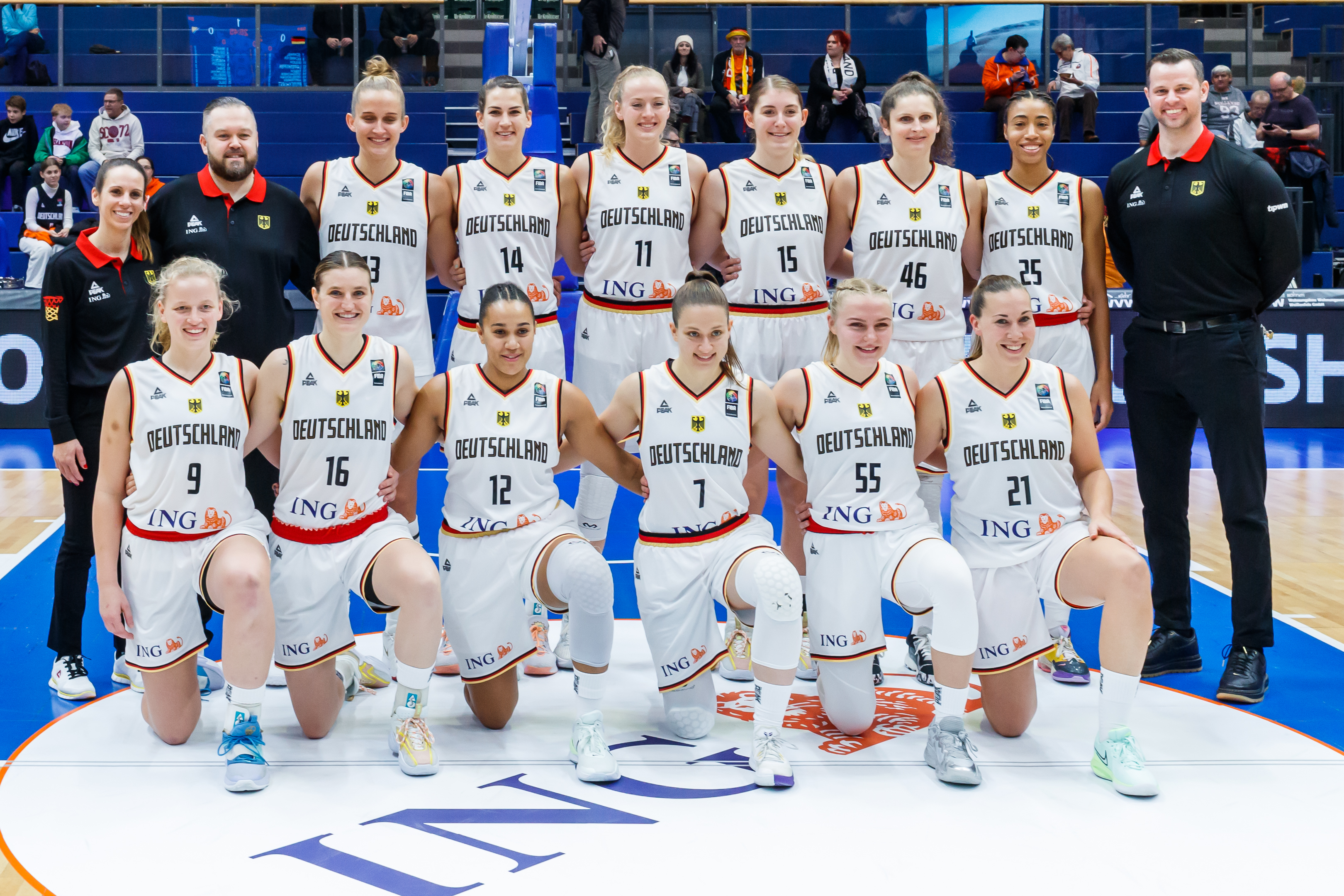
Mannschaftsfoto (2022)

Die deutsche Basketballnationalmannschaft der Damen ist die Auswahl des Deutschen Basketball Bundes. Sie vertritt Deutschland (1954 bis 1990 Westdeutschland, seither Gesamtdeutschland) bei internationalen Spielen und Meisterschaften.
Größter Erfolg ist der Gewinn der Bronzemedaille bei der Europameisterschaft 1997.

## Geschichte
Die erste Teilnahme einer deutschen Damenauswahl an einer Europameisterschaft fand 1954 in Belgrad statt. Deutschland unterlag Jugoslawien (14:69), der UdSSR (11:106) und Italien (35:60), gegen Österreich verloren die Deutschen mit 25:33 und bezwangen Dänemark (33:21). Deutschland belegte am Ende den neunten und vorletzten Platz im Teilnehmerfeld. Zwei Jahre darauf belegten die deutschen Damen bei der EM den 15. und erneut vorletzten Platz.
Die folgenden Europameisterschaften fanden ohne deutsche Beteiligung statt. Nach verpasster Qualifikation für die Europameisterschaften 1962 und 1964 nahm die Frauennationalmannschaft an der EM 1966 in Budapest teil. Dort belegte sie jedoch den 12. und letzten Platz, während die Damenauswahl der DDR die Bronzemedaille gewann. Auch zwei Jahre später bei der EM 1968 belegten die deutschen Frauen nur den letzten Platz.
Die nächste EM-Teilnahme war 1974 in Cagliari. Dort erreichte Deutschland in einem Feld von 13 Ländern den zehnten Platz. 1976 reichte es erneut nur für den 13. und letzten Platz, 1978 für den vorletzten. Nach verpasster Qualifikation zur EM 1980 nahm die deutsche Auswahl nach dem EM-Jahresrhythmus-Wechsel 1981 an der EM teil und wurde 10. Die letzte EM-Teilnahme vor der deutschen Wiedervereinigung war 1983, Deutschland kam auf den letzten Platz.
Nach zwölf Jahren Pause aufgrund verpasster Qualifikationen nahm die Damenauswahl 1995 an der Europameisterschaft in Brünn teil und belegte am Ende den neunten und letzten Platz im Feld.
Umso überraschender war die Leistung der deutschen Auswahl 1997 bei der Dameneuropameisterschaft in Ungarn. Sie musste sich erst im Halbfinale Litauen nach einer hauchdünnen 77:78-Niederlage nach Verlängerung geschlagen geben. Das Spiel um den dritten Platz entschieden die Deutschen mit 86:61 gegen den Gastgeber aus Ungarn für sich und gewannen die Bronzemedaille. Die Deutsche Marlies Askamp wurde als wertvollste Spielerin des Turniers ausgezeichnet.
Doch der Erfolg blieb die Ausnahme. Bei der ersten Teilnahme an einer Weltmeisterschaft im Jahr 1998 im eigenen Land belegte die Damenauswahl bei 16 Teilnehmerländern den elften Platz. Bei der Europameisterschaft 1999 in Polen landeten die Deutschen auf dem zwölften und letzten Platz.
Nach zwei verpassten Qualifikationen 2001 und 2003 nahm die deutsche Basketballnationalmannschaft der Damen an der EM 2005 in der Türkei teil. Dort belegte sie jedoch nur den elften und vorletzten Rang. Bei der EM 2007 in Italien überstand man nach Siegen gegen Rumänien und Niederlagen gegen Belgien und Litauen die Vorrunde. Hiernach gelang ein unerwarteter Sieg gegen Titelverteidiger Tschechien. Die deutsche Auswahl musste jedoch nach Niederlagen gegen die Türkei und Lettland als elfte von 16 Mannschaften die Heimreise antreten.
2008 verpasste die deutsche Nationalmannschaft die direkte Qualifikation für die Europameisterschaft und musste in die zusätzliche Ausscheidungsrunde, die die drei besten der in der direkten Qualifikation gescheiterten Nationalmannschaften bestritten. Hier trafen die Deutschen im Bewerb um den letzten freien Platz der Europameisterschaft 2009 im Januar 2009 auf die Nationalmannschaften Bulgariens und der Ukraine. Das erste Spiel in Kiew verlor Deutschland gegen die Ukraine mit 47:73 recht deutlich. Im zweiten Spiel gelang in der Ischelandhalle in Hagen gegen Bulgarien ein 68:60-Erfolg. Da die Ukraine beide Spiele gegen die Bulgarinnen gewann, musste Deutschland beim Spiel in Saarlouis mit einer Korbdifferenz von mindestens 26 Punkten gegen die Ukraine gewinnen, um noch eine Chance auf die Teilnahme an der EM 2009 zu haben. Doch dies gelang nicht: Trotz eines 48:45-Sieges verpasste Deutschland die EM-Teilnahme. Im letzten Spiel verlor man in Bulgarien mit 66:67 und belegte in der zusätzlichen Qualifikationsrunde zur Europameisterschaft hinter der Ukraine und vor Bulgarien einen wertlosen zweiten Platz.
Auch die Qualifikation für die EM 2011 in Polen erwies sich als schwere Aufgabe. In einer Gruppe mit England, Ukraine und der Slowakei verpasste man die direkte EM-Qualifikation und musste den Umweg über die Zusatzrunde 2011 gehen, in der sich die deutsche Mannschaft durchsetzte und somit die EM-Teilnahme sicherte. Nach drei Niederlagen in der Gruppenphase beendete man das Turnier auf dem 13. Platz.
In den folgenden zwölf Jahren verpasste Deutschland den Sprung zu den EM-Endrunden jeweils. Erst 2023 gelang die Qualifikation für die Europameisterschaft, die von Israel und Slowenien ausgerichtet wurde. Unmittelbar im Anschluss an die Qualifikation gab Walt Hopkins sein Amt als Bundestrainer aus persönlichen Gründen ab, am 25. April 2023 wurde die Kanadierin Lisa Thomaidis als neue Bundestrainerin vorgestellt. Unter ihrer Leitung erreichten die Deutschen bei der Europameisterschaft das Viertelfinale, das mit 42:67 gegen Spanien verloren wurde. In den anschließenden Platzierungsspielen sicherte sich Deutschland den sechsten Platz und damit sein zweitbestes Ergebnis bei einem internationalen Turnier einfahren sowie gleichzeitig einen Platz im Qualifikationsturnier für die Olympischen Spiele 2024. Bei diesem Turnier errang Deutschland Siege gegen Serbien und Gastgeber Brasilien, gegen Australien gab es eine Niederlage. Damit qualifizierte sich die DBB-Auswahl zum ersten Mal in der Geschichte des deutschen Damenbasketballs für die Olympischen Spiele.
Am 28. April 2023 vergab die FIBA die Ausrichtung der Weltmeisterschaft 2026 an Deutschland, wodurch die deutsche Mannschaft als Gastgeber automatisch einen Platz in der Gruppenphase des Turniers erhalten wird.
Bei den Olympischen Sommerspielen 2024 erreichten die Deutschen das Viertelfinale, in dem man Gastgeber Frankreich 71:84 unterlag.
Im Juni 2025  erreichten Deutschlands Basketballerinnen als Fünfte die beste Platzierung bei einer Europameisterschaft seit dem Gewinn der Bronzemedaille 1997. Die Partien der Vorrundengruppe der deutschen Mannschaft wurde bei der EM 2025 in der Inselparkhalle in Hamburg ausgetragen.

## Abschneiden bei internationalen Wettbewerben

### Olympische Spiele
| - 2024 – 7. Platz |

### Weltmeisterschaften
| - 1998 – 11. Platz |

### Europameisterschaften
| - 1954 – 0. Platz - 1956 – 15. Platz - 1966 – 12. Platz - 1968 – 13. Platz - 1974 – 10. Platz | - 1976 – 13. Platz - 1978 – 12. Platz - 1981 – 10. Platz - 1983 – 12. Platz - 1997 – . Platz | - 1999 – 12. Platz - 2005 – 11. Platz - 2007 – 11. Platz - 2011 – 13. Platz - 2023 – 6. Platz | - 2025 – 5. Platz |

## Kader

### Kader Europameisterschaft 2025
Der Kader für die Europameisterschaft 2025 wurde am 15. Juni 2025 vom Deutschen Basketball Bund bekannt gegeben:
| Spieler | Spieler           | Spieler           | Spieler | Spieler | Spieler  | Spieler                     |
| Nr.     | Name              | Geburt            | Größe   | Info    | Einsätze | Verein                      |
| ------- | ----------------- | ----------------- | ------- | ------- | -------- | --------------------------- |
|         |                   | Guards (PG, SG)   |         |         |          |                             |
| 1       | Alexis Peterson   | 20.06.1995        | 1,65 m  |         | 17       | ESB Villeneuve-d’Ascq       |
| 3       | Alexandra Wilke   | 29.09.1996        | 1,75 m  |         | 49       | Rutronik Stars Keltern      |
| 7       | Jennifer Crowder  | 10.04.1996        | 1,64 m  |         | 39       | Limonta Sport Costa Masagna |
| 25      | Clara Bielefeld   | 28.08.2007        | 1,92 m  |         | 4        | Texas Christian University  |
| 55      | Jessika Schiffer  | 28.09.2000        | 1,75 m  |         | 9        | Saarlouis Royals            |
|         |                   | Forwards (SF, PF) |         |         |          |                             |
| 5       | Hilke Feldrappe   | 12.04.2004        | 1,90 m  |         | 4        | Columbia University         |
| 9       | Emma Eichmeyer    | 25.02.2000        | 1,81 m  |         | 9        | Saarlouis Royals            |
| 13      | Leonie Fiebich    | 10.01.2000        | 1,93 m  |         | 31       | New York Liberty            |
| 20      | Frieda Bühner     | 28.05.2004        | 1,86 m  |         | 15       | Movistar Estudiantes        |
| 22      | Emily Bessoir     | 19.11.2001        | 1,92 m  |         | 27       | Lointek Gernika Bizkaia     |
| 46      | Romy Bär          | 17.05.1987        | 1,89 m  |         | 99       | SYNTAINICS MBC              |
|         |                   | Center (C)        |         |         |          |                             |
| 15      | Luisa Geiselsöder | 10.02.2000        | 1,93 m  |         | 43       | Dallas Wings                |

| Trainer | Trainer        | Trainer       |
| Nat.    | Name           | Position      |
| ------- | -------------- | ------------- |
| Kanada  | Lisa Thomaidis | Cheftrainerin |

| Legende              | Legende                            |
| Abk.                 | Bedeutung                          |
| -------------------- | ---------------------------------- |
| (C)                  | Mannschaftskapitän                 |
|                      | verletzt, weiter Teil des Turniers |
| Quellen              |                                    |
| Teamhomepage         |                                    |
| Ligahomepage         |                                    |
| Stand: 15. Juni 2025 |                                    |

| Legende              | Legende                            |
| Abk.                 | Bedeutung                          |
| -------------------- | ---------------------------------- |
| (C)                  | Mannschaftskapitän                 |
|                      | verletzt, weiter Teil des Turniers |
| Quellen              |                                    |
| Teamhomepage         |                                    |
| Ligahomepage         |                                    |
| Stand: 15. Juni 2025 |                                    |

### Kader Olympische Spiele 2024
| Spieler | Spieler           | Spieler           | Spieler | Spieler | Spieler  | Spieler                |
| Nr.     | Name              | Geburt            | Größe   | Info    | Einsätze | Verein                 |
| ------- | ----------------- | ----------------- | ------- | ------- | -------- | ---------------------- |
|         |                   | Guards (PG, SG)   |         |         |          |                        |
| 0       | Satou Sabally     | 25.04.1998        | 1,87 m  |         | 10       | Dallas Wings           |
| 1       | Alexis Peterson   | 20.06.1995        | 1,73 m  |         | 4        | CCC Polkowice          |
| 3       | Alexandra Wilke   | 29.09.1996        | 1,75 m  |         | 37       | Rutronik Stars Keltern |
| 16      | Alina Hartmann    | 23.10.1995        | 1,83 m  |         | 37       | BC Namur Capitale      |
|         |                   | Forwards (SF, PF) |         |         |          |                        |
| 8       | Nyara Sabally     | 26.02.2000        | 1,96 m  |         | 4        | New York Liberty       |
| 13      | Leonie Fiebich    | 10.01.2000        | 1,89 m  |         | 24       | New York Liberty       |
| 20      | Frieda Bühner     | 28.05.2004        | 1,86 m  |         | 1        | Movistar Estudiantes   |
| 22      | Emily Bessoir     | 19.11.2001        | 1,92 m  |         | 17       | UCLA                   |
| 24      | Lina Sontag       | 24.11.2003        | 1,91 m  |         | 21       | UCLA                   |
| 46      | Romy Bär          | 17.05.1987        | 1,87 m  |         | 87       | Gisa Lions MBC         |
|         |                   | Center (C)        |         |         |          |                        |
| 11      | Marie Gülich      | 28.05.1994        | 1,95 m  |         | 36       | Valencia BC            |
| 15      | Luisa Geiselsöder | 10.02.2000        | 1,92 m  |         | 33       | Basket Landes          |

| Trainer | Trainer        | Trainer       |
| Nat.    | Name           | Position      |
| ------- | -------------- | ------------- |
| Kanada  | Lisa Thomaidis | Cheftrainerin |

| Legende              | Legende                            |
| Abk.                 | Bedeutung                          |
| -------------------- | ---------------------------------- |
| (C)                  | Mannschaftskapitän                 |
|                      | verletzt, weiter Teil des Turniers |
| Quellen              |                                    |
| Teamhomepage         |                                    |
| Ligahomepage         |                                    |
| Stand: 27. Juli 2024 |                                    |

| Legende              | Legende                            |
| Abk.                 | Bedeutung                          |
| -------------------- | ---------------------------------- |
| (C)                  | Mannschaftskapitän                 |
|                      | verletzt, weiter Teil des Turniers |
| Quellen              |                                    |
| Teamhomepage         |                                    |
| Ligahomepage         |                                    |
| Stand: 27. Juli 2024 |                                    |

### Kader Europameisterschaft 2023
| Nr. | Name               | Position       | Größe  | Alter | Geburtstag | Einsätze bis zur EM | Verein                 |
| --- | ------------------ | -------------- | ------ | ----- | ---------- | ------------------- | ---------------------- |
| 3   | Alexandra Wilke    | Guard          | 1,75 m | 26    | 29.09.1996 | 22                  | Rutronik Stars Keltern |
| 7   | Jennifer Crowder   | Point Guard    | 1,64 m | 27    | 10.04.1996 | 14                  | BG 74 Göttingen        |
| 11  | Marie Gülich       | Center         | 1,95 m | 29    | 28.05.1994 | 19                  | Valencia BC            |
| 13  | Leonie Fiebich     | Small Forward  | 1,89 m | 23    | 10.01.2000 | 13                  | Casademont Zaragoza    |
| 14  | Sonja Greinacher   | Forward/Center | 1,88 m | 30    | 01.07.1992 | 66                  | Team Bundeswehr        |
| 15  | Luisa Geiselsöder  | Center         | 1,92 m | 23    | 10.02.2000 | 16                  | La Roche Vendee        |
| 16  | Alina Hartmann     | Guard/Forward  | 1,83 m | 27    | 23.10.1995 | 20                  | CD Zamarat             |
| 21  | Svenja Brunckhorst | Point Guard    | 1,79 m | 31    | 19.10.1991 | 70                  | Team Bundeswehr        |
| 22  | Emily Bessoir      | Small Forward  | 1,92 m | 21    | 19.11.2001 | 4                   | UCLA Bruins            |
| 24  | Lina Sontag        | Forward        | 1,91 m | 19    | 24.11.2003 | 6                   | UCLA Bruins            |
| 25  | Ama Degbeon        | Power Forward  | 1,86 m | 27    | 16.12.1995 | 45                  | BKG Prima Akademia     |
| 42  | Emma Stach         | Guard          | 1,75 m | 26    | 04.10.1996 | 26                  | GISA Lions MBC         |

Das deutsche Aufgebot der Europameisterschaft 2023. Alle Angaben beziehen sich auf den Zeitpunkt der Bekanntgabe im Juni 2023.

## Spielerinnen mit den meisten Länderspielen
Spielerinnen mit mehr als 100 Nationalmannschaftseinsätzen:
- Martina Kehrenberg 226
- Marlies Askamp 190
- Heike Roth 172
- Anne Breitreiner 165
- Andrea Harder 161
- Dorothea Richter 159
- Petra Kremer 158
- Maria Kuczmann 150
- Christine Ishaque 145
- Andrea Hohl 132
- Birgit Plescher 130
- Petra Gläser 118
- Lisa Koop 114
- Sophie von Saldern 106
- Andrea Gotzmann 101
- Ute Krätschmann 101

## Bundestrainer
| Amtszeit        | Name                |
| --------------- | ------------------- |
| 1954            | Wolfgang Lange      |
| 1956            | Anton Kartak        |
| 1961–1964       | Lothar Waldowski    |
| 1965            | Werner Wischnitzki  |
| 1966–1968       | Jochen Reiche       |
| 1969            | Wolfgang Heinker    |
| 1970; 1974–1978 | Klaus Greulich      |
| 1979–1980       | Jörg Trapp          |
| 1981–1985       | Tony DiLeo          |
| 1985–1989       | Klaus-Günther Mewes |
| 1989–1992       | Achim Kuczmann      |
| 1992–1993       | Jan Karger          |
| 1993            | Steven Clauss       |
| 1993–2001       | Bernd Motte         |
| 2001–2003       | Olaf Lange          |
| 2003–2006       | Olaf Stolz          |
| 2007–2010       | Imre Szittya        |
| 2010            | Bastian Wernthaler  |
| 2011–2012       | Andreas Wagner      |
| 2012–2014       | Alexandra Maerz     |
| 2015–2017       | Bastian Wernthaler  |
| 2017–2018       | Hermann Paar        |
| 2018–2020       | Patrick Unger       |
| 2020–2023       | Walt Hopkins        |
| seit 04/2023    | Lisa Thomaidis      |

Quelle: Deutscher Basketball Bund